# Cyanuurchloride
Cyanuurchloride is een heterocyclische verbinding met als brutoformule C3Cl3N3. Het is een gechloreerd derivaat van 1,3,5-triazine. De stof komt voor als een wit kristallijn poeder, dat ontleedt in water.

## Synthese
Cyanuurchloride wordt bereid door de trimerisatie van cyanogeenchloride:
{\displaystyle {\ce {3ClCN -> C3Cl3N3}}}

## Toepassingen
Cyanuurchloride is een intermediair product bij de vervaardiging van andere chemicaliën, waaronder triallylcyanuraat, verfstoffen en pesticiden van de chloortriazinegroep, in het bijzonder atrazine en simazine. Daarbij maakt men gebruik van de eigenschap dat de chlooratomen gemakkelijk kunnen vervangen worden door nucleofiele groepen in een nucleofiele substitutiereactie. Door gepaste keuze van de reactieomstandigheden (temperatuur en pH) kan men selectief één, twee of drie chlooratomen vervangen door verschillende nucleofielen (Nu1-Nu3):

## Toxicologie en veiligheid
Cyanuurchloride is een corrosieve en giftige stof, die inwerkt op de ogen, huid en luchtwegen. Bij contact met vocht ontleedt de stof en komt er cyanuurzuur en waterstofchloride vrij.